# Bi Kidude
Bi Kidude, właśc. Fatuma binti Baraka (ur. ok. 1910 w Sułtanacie Zanzibaru, zm. 17 kwietnia 2013) – tanzańska śpiewaczka, przedstawicielka gatunku muzycznego taarab.

## Zarys biografii
Urodziła się w Sułtanacie Zanzibaru w Afryce Wschodniej. Dzieciństwo spędziła w wiosce Mfagimaringo, gdzie jej ojciec był sprzedawcą orzechów kokosowych. W wieku 13 lat po wymuszonym małżeństwie uciekła do Tanzanii. Występowała tam w zespole grającym muzykę folkową określaną jako „taarab”. W 1940 wróciła do Zanzibaru. W 1980 wystąpiła na koncercie w Wielkiej Brytanii z zespołem Shikamoo i ukazał się jej debiutancki album Zanzibar. W 2005 otrzymała prestiżową nagrodę WOMEX (World Music Expo) za wybitne zasługi dla muzyki i kultury w Zanzibarze. W 2011 została nominowana do tanzańskiej nagrody muzycznej.

## Pseudonim
Występowała jako Bi Kidude, co w języku suahili oznacza „babunię”.